# Тивольский, Николай Андреевич
Николай Андреевич Тивольский (1834—1917) — русский композитор и педагог.

## Биография
Родился в Санкт-Петербурге в 1834 году. Учился в Театральном училище. В 1852 году поступил контрабасистом в оперный оркестр. Вскоре им была написана музыка к балетам «Мельники» (1856) и «Деревенский праздник» (1860), которые имели значительный успех. 
В 1861 году близко сошёлся с А. Серовым, который оказал большое влияние на его деятельность. 
Тивольский написал множество фортепианных пьес и этюдов; как музыкальный педагог он составил, пользовавшийся особой популярностью, сборник детских пьес «Гудок». Теорию музыки и композицию изучал у него Н. И. Александров.
Он имел репутацию одного из самых опытных и добросовестных русских музыкальных корректоров; в 1891—1893 годах редактировал музыкальный журнал для семьи и школы «Муза».
Умер в Петрограде 27 июля (9 августа) 1917 года. Похоронен 29 июля 1917 года на Смоленском кладбище

## Семья
Жена — Елена Игнатьевна; у них дети:
- 8 октября 1862 года родился Евгений, известный как артист императорских театров (ум. 09.03.1886)[4];
- 9 мая 1864 года родился сын Михаил[5]
- Елена, артистка Императорского балета